# El último Elvis
 El último Elvis és una pel·lícula argentina-estatunidenca dramàtica del 2012 dirigida per Armando Bó Jr sobre el seu propi guió escrit en col·laboració amb Nicolás Giacobone i que va tenir com a protagonistes a John McInerny i Griselda Siciliani. Es va estrenar el 26 d'abril de 2012.

## Sinopsi
Carlos Gutiérrez, un obrer separat que té una petita filla anomenada Lisa Marie a la que no veu gaire sovint, viu com si fos la reencarnació d'Elvis Presley i fins i tot actua imitant-lo, però en aproximar-se a l'edat en què va morir el seu ídol sent que el seu futur es troba buit. Just quan Carlos renuncia al seu treball per fer un gran canvi en la seva vida, ha de fer-se càrrec de la cura de la seva petita filla, la qual cosa l'obliga a tornar a treballar, a passar temps amb ella i així conèixer-la, però, arrossegant-la en la seva quotidiana lògica d'una vida armada com a perpetu homenatge a Presley.

## Repartiment
- John McInerny... Elvis/Carlos Gutiérrez
- Griselda Siciliani... Alejandra Olemberg
- Margarita López... Lisa Marie Gutiérrez
- Rocío Rodríguez Presedo... Nina Hagen
- Corina Romero... Secretaria

## Comentari/Crítiques
Segons la crítica del diari Clarín,la pel·lícula enfoca la vida de Carlos Gutiérrez, l'imitador d'Elvis Presley, però no des de la paròdia ni des del ridícul. Carlos és obsessiu i possiblement està a la vora d'un trastorn d'identitat dissociatiu, però fins a la mare de la seva filla, que segurament va sofrir moltes coses al costat d'ell, li té més compassió i pietat que odi o brega:
| « | ”El último Elvis és fascinant en la seva exploració d'un personatge petit però amb ambicions gegants, d'un home gairebé sense identitat i que ha pres una que li permet evadir-se de la seva realitat. I tot això dins d'un film gairebé sense fissures des del formal. Amb la seva experiència en publicitat, Bó maneja els temps del relat a la perfecció, els seus actors són impecables, el disseny de producció és notable (Graceland està reconstruït en estudis locals, per exemple) i fins a la brometa una mica banal de mostrar una galeria d'imitadors (a més del nostre Elvis, hi ha un Mick Jagger, un John Lennon, un Iggy Pop, un Charly García i fins a Paolo el Rocker...) resulta simpàtica i fins i tot tendra. És que malgrat tractar-se d'una pel·lícula fosca, densa en la seva lògica –i en el gairebé depressiu personatge que la protagonitza-, Bó i el notable John McInerny (un excel·lent imitador real de Presley) aconsegueixen que ens involucrem en les peripècies, alegries i desgràcies d'aquest tal Carlitos, que un dia es va convertir en Elvis i, a la seva manera, es va consagrar per sempre.” | » |

Diego Batlle opina que "mereix destacar-se...les seqüències musicals (que són vistoses i duren el que han de durar, ni més ni menys) en les quals John McInerny es llueix molt més que quan ha de "jugar" situacions més "denses" (aquí el no-actor perd enfront del cantant)."
Alejandro Castañeda per la seva part va qualificar la pel·lícula en general com molt bona i va expressar de John Mcinerny que "no sempre encerta amb les escenes dramàtiques".
El periodista i docent Damián Damore de l'Agenda Revista va expressar "Per què es recorda tant aquest Elvis? (referint-se a la seva última etapa als 70s) Per què és aquest i no un altre el protagonista de la frase clixé: “El senyor Elvis ja va deixar l'edifici”? Per què els seus imitadors busquen a aquest home en desgràcia a l'hora de la disfressa i les patilles falses? En la pel·lícula El último Elvis, Carlos Gutiérrez...és Elvis o, més ben dit, es creu Elvis fins a les últimes conseqüències. No compra rellotges de milions de dòlars com l'original perquè, essencialment, no els té. Sí que unta fins a l'exageració pans amb mantega de maní i banana, com li agradava al Rei. La seva història evoca la de l'Elvis dramàtic, brutal i indefens abans del final anunciat...Ocorre que aquell Elvis jove i bell, flac i cool, és impossible de vèncer. És impossible d'imitar. És una construcció acabada de bellesa masculina, segons l'estètica dels anys '50 i '60 del segle passat" i puntualitza "L'imitador de la pel·lícula de Bó acudeix a un Elvis humà i no a l'Elvis dionisíac. En un punt, l'Elvis perfecte és avorrit. Segur millor cantant i ballarí, més atractiu, però avorrit. El que va caure, el del consum desmesurat de drogues i alcohol, té història darrere.".
Enrique Fernández Lópiz escriu que "...a canvi de la inexperiència interpretativa, el protagonista canta realment de manera magnífica, imitant amb soltesa i emoció sense igual al mític cantant de rock. Un personatge de carn i os amb una gran veu, físic culgròs i xopat de suor quan actua, és a dir, tan repulsiu com atractiu era Elvis... fa un rol dramàtic molt bo."

### Comentari
En una entrevista de Germán Arrascaeta el 2014, John Mcinerny va dir que "Elvis és difícil perquè és un personatge que camina sobre una soga molt fineta entre el que és l'excel·lència i el ridícul. Només Elvis, només ell mateix, podia estar en aquest equilibri" i al mateix temps va reconèixer la seva incapacitat per a imitar-lo totalment en un escenari.

## Festivals
Va participar al setembre de 2012 en el primer Festival Internacional UNASUR Cinema, on va obtenir alguns premis i en la secció Horitzons Llatins en el Festival de Sant Sebastià.

## Premis
- Premi Descobriment de la Crítica en la 24a edició del Festival de Cinema Llatinoamericà de Tolosa de Llenguadoc.[7]
- Premi a la Millor Pel·lícula a l'East End Film Festival.[8]
- Festival UNASUR Cinema: Millor direcció d'art, Millor vestuari i Millor guió.
- Premi a la millor opera prima a la XIX Mostra de Cinema Llatinoamericà de Catalunya[9]

Premis Cóndor de Plata
| Any  | Categoria                    | Receptor                          | Resultat  |
| ---- | ---------------------------- | --------------------------------- | --------- |
| 2013 | Millor Pel·lícula            | Millor Pel·lícula                 | Nominat   |
| 2013 | Millor Director              | Armando Bó Jr                     | Nominat   |
| 2013 | Millor Actriu de repartiment | Griselda Siciliani                | Nominada  |
| 2013 | Millor revelació masculina   | John McInerny                     | Guanyador |
| 2013 | Millor Guió Original         | Armando Bó Jr i Nicolás Giacobone | Guanyador |
| 2013 | Millor opera prima           | Armando Bó                        | Guanyador |
| 2013 | Millor música                | Sebastián Escofet                 | Guanyador |
| 2013 | Millor direcció d'art        | Daniel Gimelberg                  | Guanyador |

Premis Sur
| Any  | Categoria                    | Receptor           | Resultat  |
| ---- | ---------------------------- | ------------------ | --------- |
| 2012 | Millor Pel·lícula            | Millor Pel·lícula  | Nominat   |
| 2012 | Millor Actor Revelació       | John McInerny      | Guanyador |
| 2012 | Millor Actriu de Repartiment | Griselda Siciliani | Nominat   |
| 2012 | Millor Fotografia            | Javier Juliá       | Guanyador |
| 2012 | Millor Música Original       | Sebastián Escofet  | Guanyador |
| 2012 | Millor So                    | Martín Porta       | Guanyador |
| 2012 | Millor maquillatge           | Alberto Moccia     | Guanyador |